# Франишин Дмитро Юрійович
Дмитро́ Ю́рійович Франи́шин (8 листопада 1982 — 20 січня 2015) — солдат Збройних Сил України, учасник російсько-української війни. Один із «кіборгів».

## Життєвий шлях
Кулеметник, 81-а окрема аеромобільна бригада — 90-й окремий аеромобільний батальйон, псевдо «Злостний гном».
18 січня 2015-го дістали наказ виїхати до одного з терміналів ДАП, забрати вбитих та змінити поранених, мала відбутися чергова ротація. Вирушили на трьох МТЛБ. Уночі проти 20 січня через густий туман бригада збилася з визначеного курсу, відійшовши майже на кілометр від дороги, потрапили в засідку. Почався одночасний обстріл з трьох сторін, 1 бойова машина встигла швидко змінити курс і відійти в безпечне місце, інші зазнали ушкоджень. Вибухом вбито й поранено солдатів, що перебували зверху на броні, серед тих, що загинули — Володимир Загуба. Друге влучання сталося в задній люк машини, з якого в той час вибиралися бійці. Бабенко Вадим Вікторович залишився живим, поранений у ногу, потрапив до полону. Автомобіль, у якому їхав Франишин, врізався в будівельні конструкції та вибухнув. Перебував у списках зниклих безвісти. Впізнаний за експертизою ДНК.
Без Дмитра лишились батьки, дружина Оксана, донька Кароліна 2008 р.н.
1 квітня 2015-го у Вінниці відбулося прощання з Дмитром та ще двома воїнами Зулінським Сергієм та Шевчуком Леонідом. 2 квітня похований на кладовищі села Стадниця.

## Нагороди та вшанування
- Указом Президента України № 282/2015 від 23 травня 2015 року, «за особисту мужність і високий професіоналізм, виявлені у захисті державного суверенітету та територіальної цілісності України, вірність військовій присязі», нагороджений орденом «За мужність» III ступеня (посмертно)[1].
- Нагороджений нагрудним знаком «За оборону Донецького аеропорту» (посмертно).
- 24 серпня 2015 року в селі Стадниця Вінницького району на фасаді будівлі загальноосвітньої школи (вулиця Шкільна, 23), де навчався Дмитро, йому відкрито меморіальну дошку.
- 17 жовтня 2016 року в центрі села Стадниця Вінницького району біля меморіалу воїнам-односельцям, загиблим під час Другої світової війни, відкрито пам'ятний знак на честь двох загиблих земляків у зоні антитерористичній операції, один з яких Дмитро Франишин.
- Вшановується в меморіальному комплексі «Зала пам'яті», в щоденному ранковому церемоніалі 20 січня[2][3].